# NeocoreGames
NeocoreGames ist ein ungarisches Videospiele-Studio, welches hauptsächlich Rollenspiele veröffentlicht. Die Firma hat ihr eigenes Studio in Budapest. Die Spiele werden mit der Engine namens Coretech programmiert.

## Geschichte

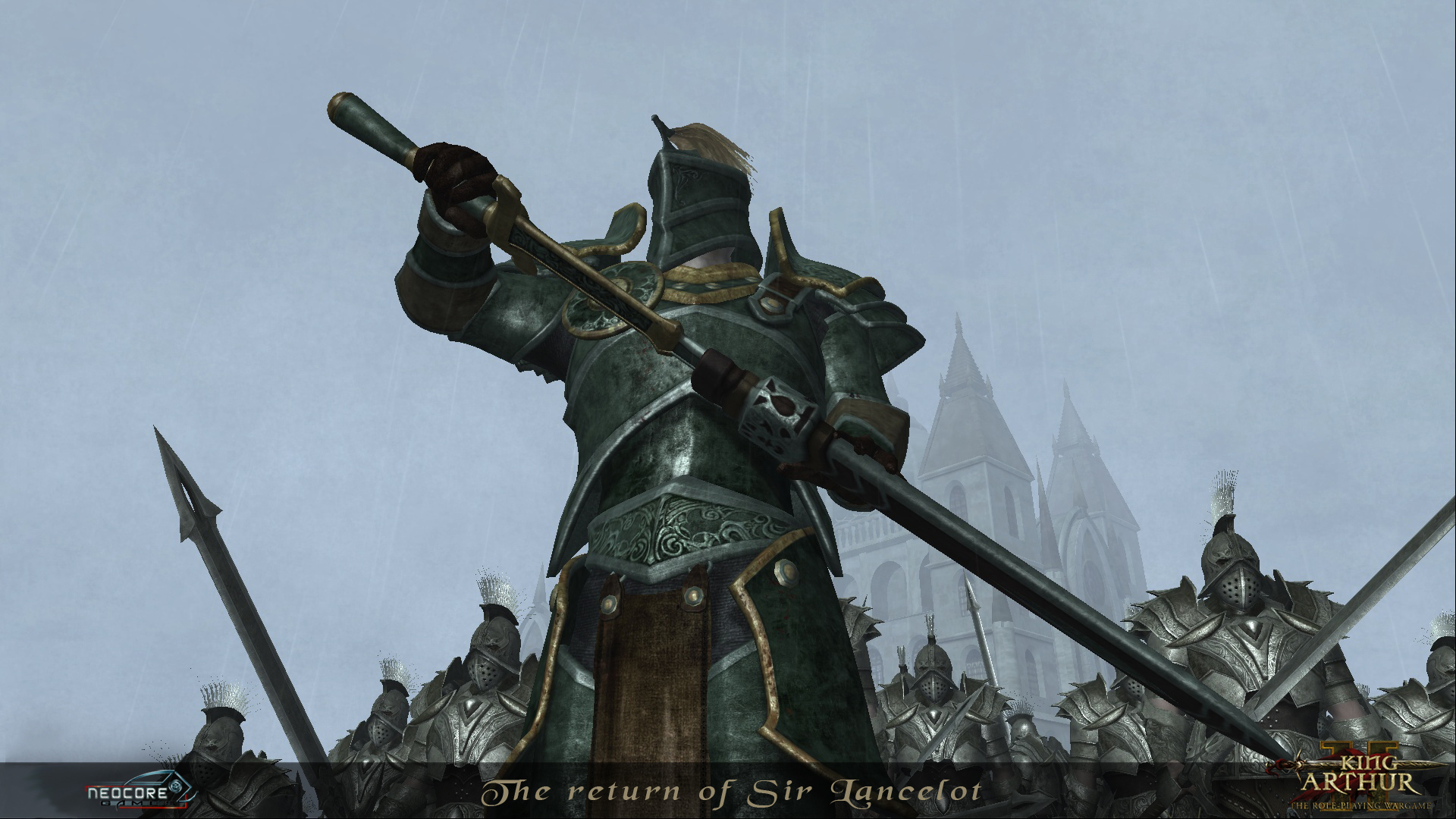

NeocoreGames wurde 2005 gegründet und war anfangs nur ein kleines Studio. Das Studio ist bekannt für ihre Computer-Rollenspiele wie zum Beispiel die King Arthur: The Role-Playing Wargame Serie. King Arthur II: The Role-Playing Wargame wurde mit Coretech 2, NeocoreGames's neuen Engine, programmiert.
2012 wurde das Action-Video-Rollenspiel The Incredible Adventures of Van Helsing und das RPG Broken Sea, angekündigt. Im Mai 2012 kündigte das Unternehmen die Entwicklung eines Spiels über Bram Stoker's Dracula an. Im Juni 2012 wurde die Entwicklung von Broken Sea angekündigt, ein taktisches RPG für den PC. Im August 2014, veröffentlichte NeocoreGames ihr erstes Tower-Defending-Game namens Deathtrap.

## Veröffentlichungen
| Titel                                               | Jahr | Platform                                          | Typ                   |
| --------------------------------------------------- | ---- | ------------------------------------------------- | --------------------- |
| Crusaders: Thy Kingdom Come                         | 2009 | Microsoft Windows                                 | Spiel                 |
| King Arthur: The Role-Playing Wargame               | 2009 | Microsoft Windows                                 | Spiel                 |
| King Arthur – Legendary Artifacts                   | 2010 | Microsoft Windows                                 | DLC                   |
| King Arthur – Knights and Vassals                   | 2010 | Microsoft Windows                                 | DLC                   |
| King Arthur – The Saxons                            | 2010 | Microsoft Windows                                 | DLC                   |
| King Arthur – The Druids                            | 2010 | Microsoft Windows                                 | DLC                   |
| The Kings' Crusade                                  | 2010 | Microsoft Windows                                 | Spiel                 |
| The Kings' Crusade: Arabian Nights                  | 2011 | Microsoft Windows                                 | DLC                   |
| The Kings' Crusade: Teutonic Knights                | 2011 | Microsoft Windows                                 | DLC                   |
| The Kings' Crusade: New Allies                      | 2011 | Microsoft Windows                                 | DLC                   |
| King Arthur: Fallen Champions                       | 2011 | Microsoft Windows                                 | Stand-alone expansion |
| King Arthur II: The Role-Playing Wargame            | 2012 | Microsoft Windows                                 | Spiel                 |
| King Arthur II: Dead Legions                        | 2012 | Microsoft Windows                                 | DLC                   |
| The Incredible Adventures of Van Helsing            | 2013 | Microsoft Windows, PlayStation 4, Xbox One        | Spiel                 |
| Van Helsing: Blue Blood                             | 2013 | Microsoft Windows, PlayStation 4, Xbox One        | DLC                   |
| Van Helsing: Thaumaturge                            | 2013 | Microsoft Windows, PlayStation 4, Xbox One        | DLC                   |
| Van Helsing: Arcane Mechanic                        | 2013 | Microsoft Windows, PlayStation 4, Xbox One        | DLC                   |
| The Incredible Adventures of Van Helsing II         | 2014 | Microsoft Windows, PlayStation 4 Xbox One         | Spiel                 |
| Van Helsing II: Ink Hunt                            | 2014 | Microsoft Windows, PlayStation 4, Xbox One        | DLC                   |
| Van Helsing II: Pigasus                             | 2014 | Microsoft Windows, PlayStation 4, Xbox One        | DLC                   |
| Deathtrap                                           | 2015 | Microsoft Windows, PlayStation 4, Xbox One        | Spiel                 |
| The Incredible Adventures of Van Helsing III        | 2015 | Microsoft Windows, PlayStation 4, Xbox One        | Spiel                 |
| The Incredible Adventures of Van Helsing: Final Cut | 2015 | Microsoft Windows                                 | Spiel                 |
| Broken Sea                                          | TBA  | Microsoft Windows                                 | Spiel                 |
| Warhammer 40,000: Inquisitor – Martyr               | 2018 | Microsoft Windows, PlayStation 4, Xbox One        | Spiel                 |
| Warhammer 40,000: Inquisitor – Prophecy             | 2019 | Microsoft Windows                                 | Stand-alone expansion |
| King Arthur: Knight's Tale                          | 2021 | Microsoft Windows, PlayStation 5, Xbox Series X/S | Spiel                 |